# 渡边圣未
渡边圣未（日语：／ Watanabe Kiyomi，1996年8月25日—）生于宿务省宿务市，是一名日本裔菲律宾女子柔道运动员，主攻63公斤级。她的父亲是日本人，母亲是菲律宾人。她先前居住在宿务，后来随父母移居至其父亲的家乡山梨县。这之后，她开始练习柔道。2014年，她进入早稻田大学就读。